# 1989年バレーボール女子アジア選手権
1989年バレーボール女子アジア選手権（1989 Asian Women's Volleyball Championship）は、1989年9月30日から10月8日にかけて香港で開催された、アジアバレーボール連盟主催の第5回バレーボールアジア選手権女子大会。
出場国は10カ国。中国が2大会連続3回目の優勝を飾った。

## 最終結果
| 順位 | 国                   |
| ---- | -------------------- |
| 1    | 中国                 |
| 2    | 韓国                 |
| 3    | 日本                 |
| 4    | チャイニーズタイペイ |
| 5    | 北朝鮮               |
| 6    | タイ                 |
| 7    | オーストラリア       |
| 8    | 香港                 |
| 9    | インドネシア         |
| 10   | マカオ               |